# 디옥시구아노신
디옥시구아노신(영어: deoxyguanosine, dG)은 퓨린 핵염기인 구아닌의 N9 질소와 디옥시리보스의 1' 탄소가 결합한 화합물이다. 디옥시구아노신은 구아노신과 화학적 구조가 유사하지만, 구아노신은 5탄당이 리보스이고, 디옥시구아노신은 5탄당이 리보스의 2' 탄소에 위치한 하이드록시기(-OH)가 수소(-H)로 치환된 디옥시리보스라는 것이 차이점이다. 인산기가 구아노신의 디옥시리보스 부분의 5' 위치에 결합하면, 구아노신 일인산(GMP)이 된다.

## 같이 보기
- 디옥시리보뉴클레오사이드
- 구아노신
- 8-옥소-2'-디옥시구아노신